# جوائز دولة فلسطين في الآداب والفنون والعلوم الإنسانية
جوائز دولة فلسطين في الآداب والفنون والعلوم الإنسانية هي جوائز سنوية يمنحها رئيس دولة فلسطين للمبدعين الفلسطينيين وغير الفلسطينيين وذلك في مجال الآداب والفنون والعلوم الإنسانية، وهي مكونة من خمسة جوائز.

## الجوائز
تتكون جوائز دولة فلسطين في الآداب والفنون والعلوم الإنسانية من خمسة جوائز وهي:
- جائزة فلسطين التقديرية، وهي الجائزة الأرفع ضمن الجوائز الخمسة،[4] وتمنح لمجمل الأعمال الإبداعية في حقل الآداب أو الفنون أو العلوم الإنسانية.[1]
- جائزة فلسطين للآداب.[1]
- جائزة فلسطين للفنون.[1]
- جائزة فلسطين للدراسات الاجتماعية والعلوم الإنسانية.[1]
- جائزة فلسطين للمبدعين الشباب.[1]

## مكونات الجوائز
تتكون جوائز دولة فلسطين الخمسة في الآداب والفنون والعلوم الإنسانية من العناصر التالية:
- الشعار.[1]
- شهادة تقديرية.[1]
- ميدالية تذكارية.[1]
- مكافأة نقدية، تكون قيمتها 20000 دولار أمريكي لجائزة فلسطين التقديرية، و5000 دولار أمريكي لجائزة فلسطين للمبدعين الشباب، و10000 دولار أمريكي لكل من جائزة فلسطين للآداب وجائزة فلسطين للفنون وجائزة فلسطين للدراسات الاجتماعية والعلوم الإنسانية.[1]

## شروط منح الجائزة
تُشترط الشروط التالية لمنح إحدى جوائز دولة فلسطين الخمسة في الآداب والفنون والعلوم الإنسانية:
- أن يكون متلقي الجائزة فلسطينيًا، أو غير فلسطيني بشرط أن يكون إنتاجه الإبداعي ذو قيمة خاصة بفلسطين.[5]
- أن يتوافر التميز والتجديد في الإنتاج الإبداعي المقدم للحصول على أحد الجوائز.[5]
- أن لا يكون الإنتاج الإبداعي قد حصل على درجة علمية.[5]
- أن لا يكون الإنتاج الإبداعي قد مر على إنتاجه الإبداعي أكثر من ثلاث سنوات من تاريخ التقدم للجائزة.[5]
- أن لا يكون الإنتاج الإبداعي قد نال جائزة من أي جهة ثقافية.[5]